# A.C. Illum
Anton Carl Illum f. Petersen (5. juli 1863 i Aastrup – 22. april 1938 ved Fiji-øerne) var en dansk grundlægger, som grundlagde stormagasinet Illum i 1899.

## Karriere
Illum blev uddannet i handel hos V. Wegener i Vejle fra 1878 til 1883. Han arbejdede herefter hos Frølund & Wittrup i Horsens. I 1885 rejste han til Hamborg, hvor han blev ansat hos det dengang store firma Wm. Klöpper. Han var ansat her i seks år, og brugte de fem i Danmark på vegne af firmæt. I marts måned 1891 startede han sit eget detailudsalg i Østergade 55 i Købehavn ved hjælp fra kredit hos Wm. Klöpper.
Forretningen voksede bl.a. på baggrund af et bred varesortiment, der var populært blandt Københavns bedre borgerskab, og i 1899 flyttede han forretningen til større lokaler på den anden side af gaden. I 1910 købte han nabobygningen, Efterslægtsselskabets Skole, for at gøre plads til yderligere udvidelser, og bygningen blev derfor revet ned i 1913. En ny bygning til Illums stormagasin blev opført året efter. I 1913 etablerede Illum en pensionsordning for sine ansatte.
I 1920 omdannede han stormagasinet til et aktieselskab med sig selv som direktør. Han beholdt denne post frem til sin død i 1938, hvorefter virksomheden blev overtaget af hans børn med undtagelse af sønnen Per Illum, der som 32-årig afdelingschef i stormagasinet var død i en bilulykke tre år før.

## Privatliv
A.C. Illum var barn af skibsbyggeren  Peter Hansen Pedersen (1834–77) og Ane Kirstine Rasmussen (1834–1914). Han tog navneforandring fra Pedersen til Illum den 26. november 1888. Illum blev gift med Karen Marie Andersen i Roskilde den 23. september 1892. Andersen var datter af købmand Christian A. (1839–89) og Caroline Severine Thøgersen (1842–73).
Illum døde i 1938 ombord på krydstogtskibet Empress of Britain på vej fra Fiji mod Honolulu på Hawaii. Illum blev begravet på Vedbæk Kirkegård nord for København, hvor hans kone også blev begravet ved hendes død året efter.